# Chrioloba ochraceistriga
Chrioloba ochraceistriga är en fjärilsart som beskrevs av Louis Beethoven Prout 1958. Chrioloba ochraceistriga ingår i släktet Chrioloba och familjen mätare. Inga underarter finns listade i Catalogue of Life.